# Saint-Didier-la-Forêt
Saint-Didier-la-Forêt (bis 1961: Saint-Didier-en-Rollat) ist eine französische Gemeinde mit 388 Einwohnern (Stand: 1. Januar 2022) im Département Allier  in der Region Auvergne-Rhône-Alpes. Sie gehört zum Kanton Vichy-1 im Arrondissement Vichy.

## Geografie
Saint-Didier-la-Forêt liegt zwölf Kilometer nordnordwestlich von Vichy in der Landschaft Limagne bourbonnaise am Andelot. Umgeben wird Saint-Didier-la-Forêt von den Nachbargemeinden Loriges im Norden, Marcenat im Osten, Saint-Rémy-en-Rollat im Südosten und Süden, Broût-Vernet im Südwesten und Westen sowie Bayet im Nordwesten.

## Bevölkerungsentwicklung
| Jahr                       | 1962 | 1968 | 1975 | 1982 | 1990 | 1999 | 2006 | 2012 | 2019 |
| -------------------------- | ---- | ---- | ---- | ---- | ---- | ---- | ---- | ---- | ---- |
| Einwohner                  | 572  | 514  | 427  | 381  | 375  | 360  | 375  | 380  | 373  |
| Quellen: Cassini und INSEE |      |      |      |      |      |      |      |      |      |

## Sehenswürdigkeiten
- Kloster Saint-Gilbert in Neuffontaines

Siehe auch: Liste der Monuments historiques in Saint-Didier-la-Forêt

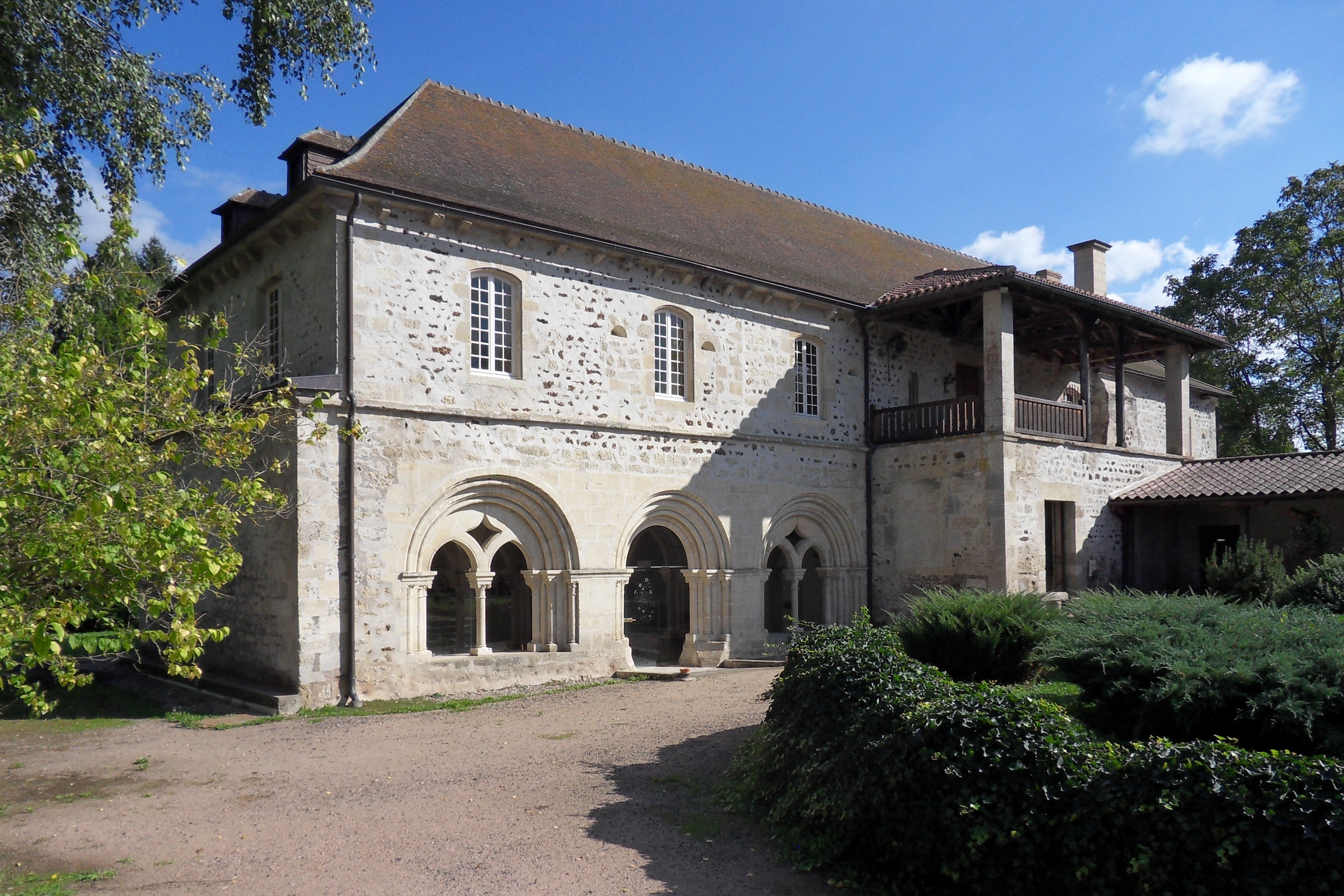
Kloster Saint-Gilbert